# Meia Maratona de Gotemburgo

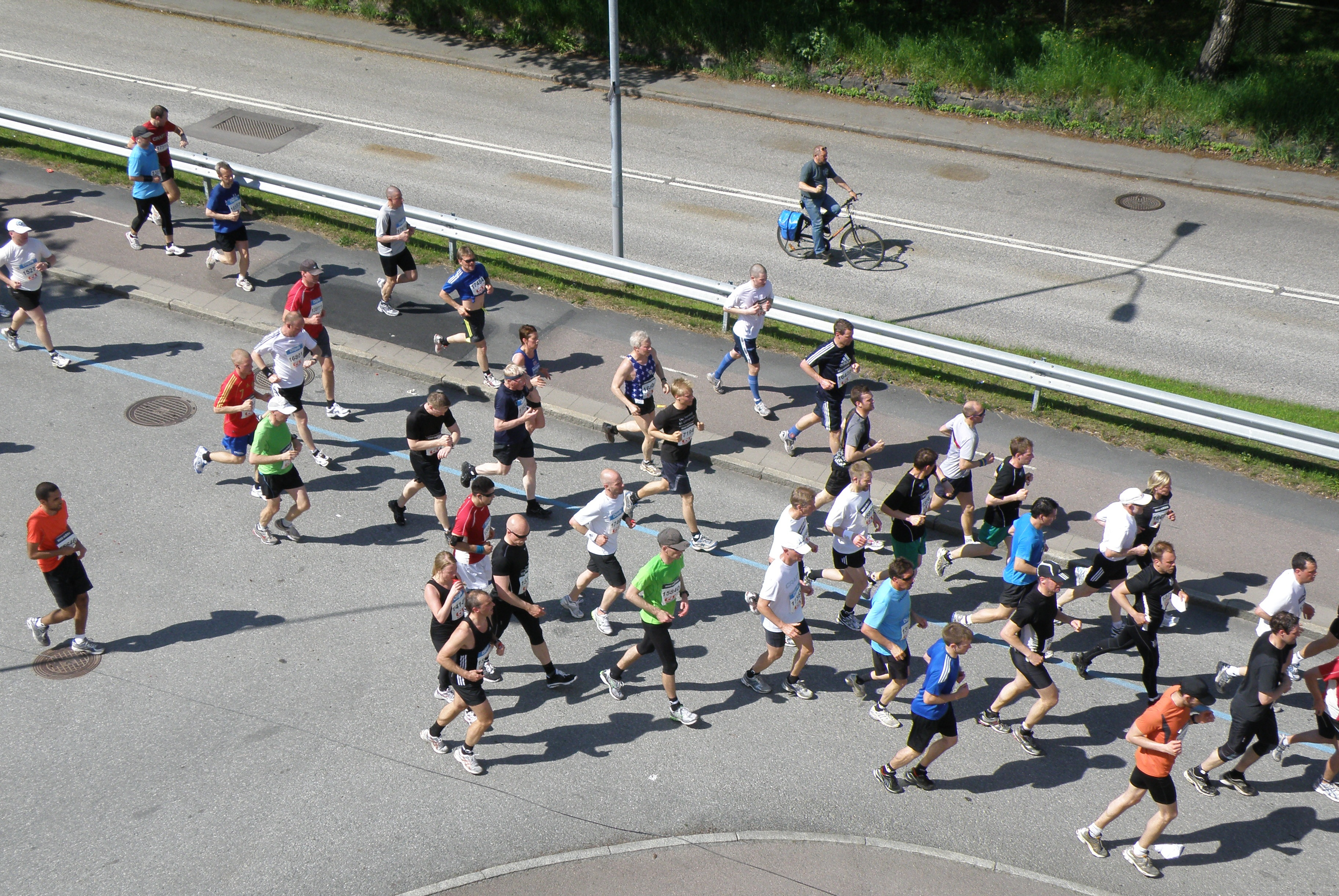
Meia Maratona de Gotemburgo - 2010
Os maratonistas passam Lindholmen

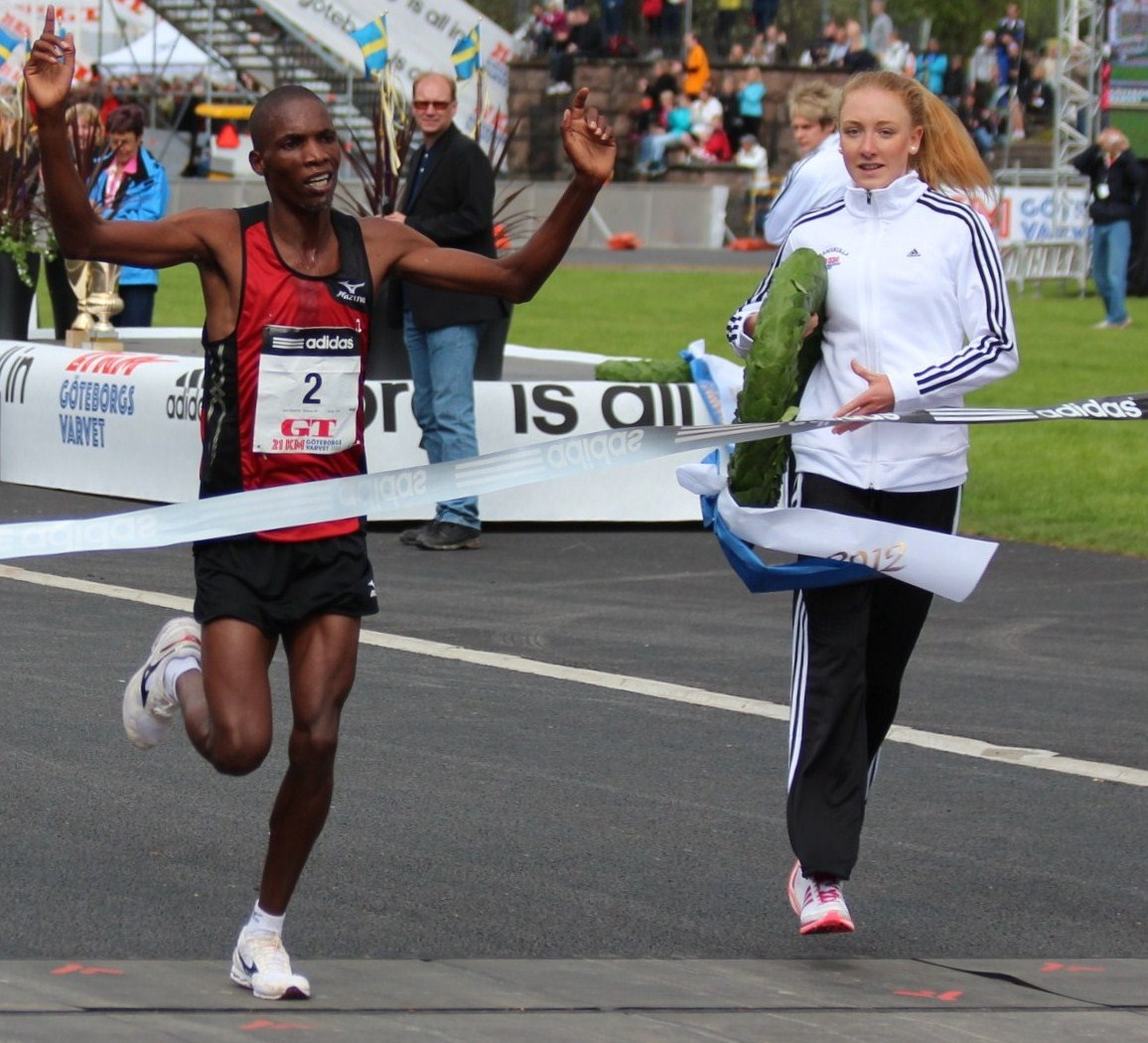
Victor Kipchirchir vencedor masculino de 2012

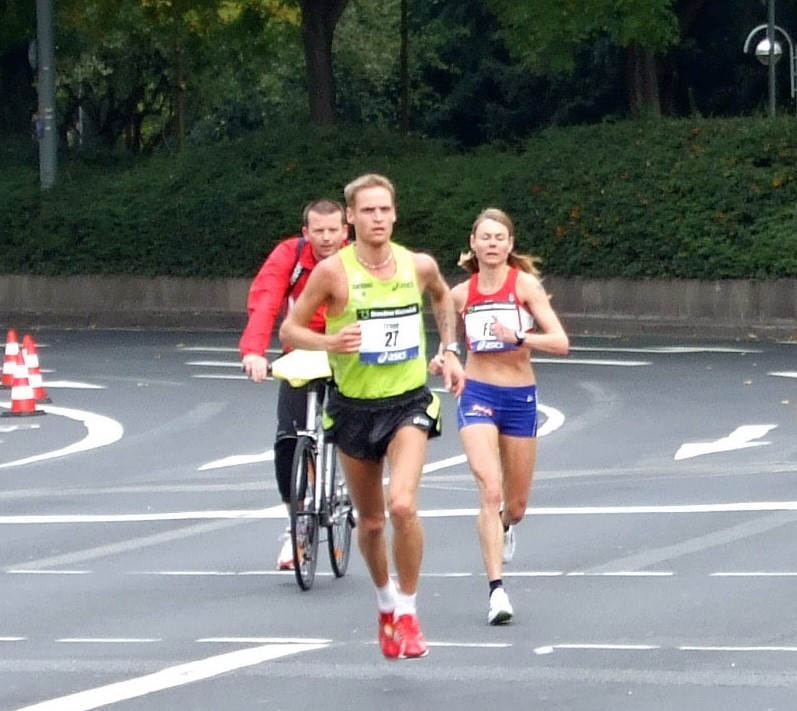
Kirsten Melkevik Otterbu vencedora feminina de 2007 e 2008

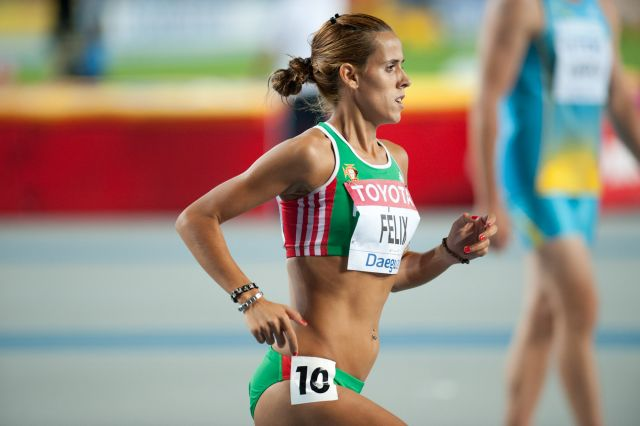
Ana Dulce Félix vencedora feminina de 2009

A Meia Maratona de Gotemburgo (em sueco:  Göteborgsvarvet;  PRONÚNCIA) é um dos principais eventos desportivos da cidade sueca de Gotemburgo. 
Disputada anualmente em meados de maio, esta corrida de rua tem a partida e a chegada em Slottsskogsvallen, no parque municipal de Slottsskogen. 
A primeira edição desta prova teve lugar em 1980, e o número de participantes atingiu os 62 000 em 2012.

## Itinerário
A corrida começa em Slottsskogen, passa por Majorna, atravessa a Ponte de Alvsburgo, entra na ilha de Hisingen, seguindo a margem norte do Gota, atravessa a Ponte de Hisingen, passa pelo centro da cidade, nomeadamente pela grande avenida Avenyn, e vai terminar em Slottsskogen.

## Últimos vencedores

### Masculino
| Ano  | Atleta                  | País     | Tempo    |
| ---- | ----------------------- | -------- | -------- |
| 2015 | Richard Mengich         | Quênia   | 1:00.44  |
| 2014 | Ghirmay Ghebreselassie  | Eritreia | 1:00.36  |
| 2013 | Jackson Kiprop          | Uganda   | 1:03.13  |
| 2012 | Victor Kipchirchir      | Quênia   | 01:00:25 |
| 2011 | Albert Kiplagat Matebor | Quênia   | 01:00:52 |
| 2010 | Sammy Kiprono Kirui     | Quênia   | 01:01:10 |
| 2009 | Nicholas Manza Kamakya  | Quênia   | 01:01:53 |

### Feminino
| Ano  | Atleta           | País     | Tempo    |
| ---- | ---------------- | -------- | -------- |
| 2015 | Worknesh Degefa  | Etiópia  | 1:08.13  |
| 2014 | Worknesh Degefa  | Etiópia  | 1:10.12  |
| 2013 | Isabella Ochichi | Quênia   | 1:11.29  |
| 2012 | Hilda Kibet      | Quênia   | 01:09:27 |
| 2011 | Joyce Chepkirui  | Quênia   | 01:09:04 |
| 2010 | Amane Gobena     | Eritreia | 01:11:40 |
| 2009 | Ana Dulce Félix  | Portugal | 01:11:28 |

## Participantes
| Ano  | Inscrições |
| ---- | ---------- |
| 1980 | 1 800      |
| 1981 | 2 500      |
| 1982 | 2 800      |
| 1983 | 3 500      |
| 1984 | 14 800     |
| 1985 | 17 500     |
| 1986 | 20 400     |
| 1987 | 26 100     |
| 1988 | 30 000     |
| 1989 | 31 700     |
| 1990 | 32 700     |
| 1991 | 33 450     |
| 1992 | 35 200     |
| 1993 | 34 400     |
| 1994 | 34 800     |
| 1995 | 35 300     |
| 1996 | 33 250     |
| 1997 | 34 400     |
| 1998 | 33 600     |
| 1999 | 32 400     |
| 2000 | 29 100     |
| 2001 | 33 350     |
| 2002 | 31 580     |
| 2003 | 32 973     |
| 2004 | 36 095     |
| 2005 | 35 276     |
| 2006 | 35 780     |
| 2007 | 40 412     |
| 2008 | 45 375     |
| 2009 | 53 593     |
| 2010 | 58 122     |
| 2011 | 59 417     |
| 2012 | 62 513     |
| 2013 | 64 169     |
| 2015 | 64 325     |
| 2016 | 64 490     |

Fonte: 